# Odontomachus paleomyagra
Odontomachus paleomyagra es una especie extinta de hormiga del género Odontomachus, familia Formicidae. Fue descrita científicamente por Wappler et al. en 2014.
Se distribuía por República Checa. Se estima que la reina de Odontomachus paleomyagra tenía 12 milímetros (0,47 pulgadas) de longitud, y el fósil encontrado tiene una longitud total conservada de 10,5 milímetros (0,41 pulgadas).